# Evgenij Botkin
Evgenij Sergeevič Botkin (in russo Евгений Сергеевич Боткин?; San Pietroburgo, 27 marzo 1865 – Ekaterinburg, 17 luglio 1918) è stato un medico russo.
Era l'archiatra di corte di Nicola II di Russia e della sua famiglia e, in particolare durante il periodo dell'esilio della famiglia imperiale, si occupò attivamente di curare l'emofilia di cui era affetto lo zarevič Alessio.
Botkin scelse di seguire la famiglia imperiale in esilio dopo lo scoppio della rivoluzione russa del 1917 e venne ucciso con lo zar ad Ekaterinburg il 17 luglio 1918. Come gli altri componenti della famiglia Romanov, venne canonizzato dalla chiesa ortodossa russa.
Il 3 febbraio 2016, il Consiglio Episcopale della chiesa ortodossa russa ha perfezionato il decreto di canonizzazione di Botkin definendolo: Giusto portatore della passione Evgenij il Medico.

## Biografia

### I primi anni e la carriera
Botkin era figlio di Sergej Botkin il quale era stato medico di corte degli zar Alessandro II ed Alessandro III. Lo stesso giovane Botkin studiò Medicina all'Università di San Pietroburgo e poi a Berlino e ad Heidelberg. Venne successivamente nominato primario dell'Ospedale San Giorgio a San Pietroburgo. Si distinse al seguito dell'esercito russo nel corso della guerra russo-giapponese.
Venne nominato archiatra di corte nel 1908. Botkin si sposò ed ebbe in tutto quattro figli, Dmitrij, Jurij, Gleb e Tat'jana. Il suo matrimonio entrò in crisi per le lunghe assenze di Botkin che sembrava trascurare la moglie per perseguire la sua carriera sino a quando Ol'ga, sua moglie, non intraprese una relazione col tutore tedesco dei loro figli e chiese il divorzio.
Botkin rimase quindi devastato dalla morte sul fronte della prima guerra mondiale dei suoi due figli Dmitrij e Jurij. Botkin divenne quindi sempre più religioso e "sviluppò una crescente abominio per la carne," secondo quanto riportato da suo figlio Gleb.
Come ricordava suo fratello Pëtr in una lettera: "Non fu mai come gli altri bambini. Molto sensibile e delicato, anima dolce e straordinaria, aveva in orrore ogni tipo di lotta o violenza. Mentre noi ragazzi combattevamo tra noi dedicandoci al pugilato, lui non vi prendeva parte anzi spesso si apprestava a dividerci col rischio di ferirsi egli stesso. Fu sempre molto studioso e coscienzioso. Per professione scelse la medicina, per aiutare, soccorrere e curare il prossimo."

### L'esilio e la morte
Botkin credette suo preciso dovere accompagnare la famiglia Romanov in esilio, non solo in quanto essi erano suoi pazienti particolari, ma anche perché vedeva tale atto come una manifestazione di fedeltà e dedizione allo zar e al suo paese. Botkin era considerato un amico dallo zar Nicola II ed il dottore spesso era uno dei pochi a parlare con la zarina Alessandra nella sua lingua nativa, il tedesco, svolgendo anche le funzioni di traduttore con alcune delegazioni.

Gli investigatori dell'Armata Bianca trovarono questa lettera non terminata nella sua stanza, scritta la notte del 16 luglio 1918: 
La lettera si interruppe quando il comandante Jakov Michajlovič Jurovskij, capo del comando di Casa Ipat'ev, bussò alla porta di Botkin. Egli gli ordinò di svegliare l'intera famiglia Romanov e di comunicare loro di vestirsi e di portarsi al piano di sotto con la scusa di una rivolta in paese e della necessità di evacuare la casa. L'intera famiglia, incluso tutto il personale di servizio (tra cui Botkin) vennero uccisi poco dopo nel seminterrato della casa.
All'inizio degli anni Novanta del Novecento, i resti di Botkin vennero esaminati e vennero riscontrate delle ferite al pelvi, alle vertebre ed alla nuca.

## Nella letteratura
Il personaggio del dottor Botkin compare nella piéce teatrale Ekaterinburg che si svolge appunto all'epoca degli eventi di Ekaterinburg.